# Les Fusiliers du St-Laurent
Les Fusiliers du St-Laurent (Fus du St-L) sont un régiment d'infanterie de la Première réserve de l'Armée canadienne. Il fait partie du 35e Groupe-brigade du Canada au sein de la 2e Division du Canada son quartier général est situé à Rimouski au Bas-Saint-Laurent. Il comprend trois compagnies à Rimouski, à Rivière-du-Loup et à Matane au Québec.
La lignée de l'unité remonte à 1869. De 1952 à 1968, les Fusiliers du St-Laurent formaient un bataillon du Royal 22e Régiment. En plus de sa propre histoire, le régiment perpétue l'héritage du 4e Bataillon de la Milice d'élite incorporée, du 2e Bataillon d'infanterie légère de la Milice, des Chasseurs canadiens et du 189e Bataillon "outre-mer", CEC.

## Rôle et organisation
Les Fusiliers du St-Laurent font partie du 35e Groupe-brigade du Canada, un groupe-brigade de la Première réserve de l'Armée canadienne qui fait partie de la 2e Division du Canada. Le régiment a un effectif total de plus de 200 membres qui sont principalement des militaires s'entraînant à temps partiel,. Il est divisé en trois compagnies : une à Rivière-du-Loup, une à Rimouski et une à Matane.

## Histoire

### Formation du régiment (1776-1900)
Dès l'invasion américaine de 1776, plusieurs localités le long du fleuve Saint-Laurent hébergent des compagnies de milice dont Rivière-du-Loup, Cacouna, L'Isle-Verte, Trois-Pistoles et Rimouski. L'Acte de l’Amérique du Nord britannique approuvée par la reine Victoria le 28 mars 1867 prévoit la formation de la Milice canadienne. Une loi votée le 1er octobre 1868 divise les troupes en Armée active et en Armée de réserve. L’effectif total doit atteindre 40 000 hommes. Le 9 avril 1869, les bataillons provisoires du Témiscouata et de Rimouski sont créés sous les noms respectifs de The Provisional Battalion of "Temiscouata", littéralement « Le Bataillon provisoire de "Témiscouata" », et The Provisional Battalion of Rimouski, littéralement « Le Bataillon provisoire de Rimouski ». Le bataillon provisoire de Témicousta est divisé en quatre compagnies : la première à Fraserville (aujourd'hui Rivière-du-Loup), la seconde à Trois-Pistoles, la troisième à Cacouna et la quatrième à Saint-Arsène. Le bataillon provisoire de Rimouski est quant à lui divisé en cinq compagnies : la première à Rimouski, la seconde à Matane, la troisième à l'Anse-au-Sable, la quatrième au Bic et la cinquième à Saint-Anaclet-de-Lessard.
Le 12 janvier 1883, les deux bataillons provisoires de Rimouski et de Témiscouata sont fusionnés en un seul bataillon nommé 89th "Témiscouata and Rimouski" Battalion of Infantry, littéralement le « 89e "Témiscouata et Rimouski" Bataillon d'infanterie »,,. Le quartier général du bataillon est situé à Fraserville et son premier commandant est le lieutenant-colonel Émile Hudon,. Ce bataillon comporte huit compagnies : la première à Fraserville, la seconde à Rimouski, la troisième à Cacouna, la quatrième à Baie-des-Sables, la cinquième à Saint-Anaclet-de-Lessard, la sixième au Bic, la septième à Saint-Arsène et la huitième à L'Isle-Verte. Le 8 mai 1900, le bataillon devient un régiment et est renommé 89th Temiscouata and Rimouski Regiment, littéralement le « 89e Régiment Témiscouata et Rimouski »,.

### Seconde guerre des Boers (1899-1902)
Les membres du 89e Régiment se font remarquer au combat pour la première fois lors de la seconde guerre des Boers. Bien que le 89e ne se rend pas en Afrique du Sud en tant qu'unité autonome, plusieurs de ses membres sont intégrés à d'autres unités pour y participer. Ceux-ci se font remarquer de manière honorable notamment aux batailles de Paardeberg, de Poplar Grove, de Driefontein, d'Ibounek et de Zoud River ainsi qu'aux expéditions dans la colonie de la rivière Orange et dans le Transvaal. En 1902, le régiment prend part aux festivités entourant le couronnement d'Édouard VII, puis, en 1911, à celles du couronnement de George V en Angleterre. En 1911 également, le régiment reçoit ses drapeaux royal et régimentaire,.

### Première Guerre mondiale (1914-1918)

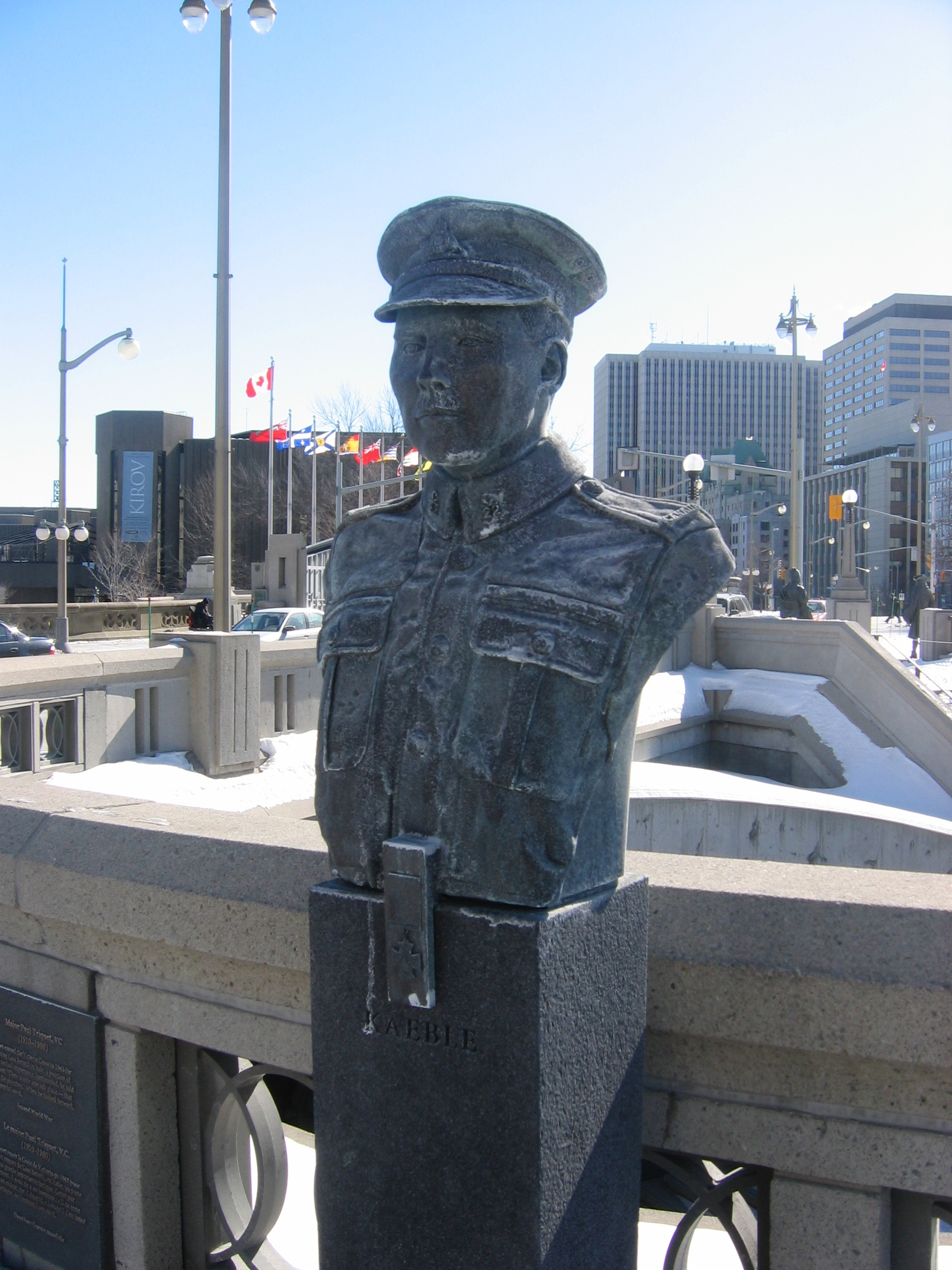
Buste de Joseph Keable dans le monument aux Valeureux d'Ottawa

Le 4 août 1914, l’armée allemande envahit la Belgique. Le Canada déclare la guerre à l'Allemagne le 3 octobre. La 1re division du Corps expéditionnaire canadien quitte le Canada pour l’Angleterre et passe en France le 11 février après une période d’entraînement. Pour combler les vides et servir de renfort aux troupes en action sur les champs de bataille, le ministre de la Milice et de la Défense (en) appelle en service actif diverses unités de milice.
Le 10 janvier 1916, le 89e Régiment Témiscouata et Rimouski fournit les éléments nécessaires incluant la majorité des officiers pour former le 189e Bataillon sous le commandement du lieutenant-colonel P.A. Piuze qui s'embarquent le 27 septembre à Halifax en Nouvelle-Écosse pour se rendre à Liverpool en Angleterre au sein de la 3e Division,. Plusieurs Malécites font alors partie des rangs de ceux qui rejoignent le 189e Bataillon dont le sergent Jacques Athanase décoré de la Croix de Saint-Georges de Russie ainsi que Joseph Arthur Thomas et Thomas Paquette tous deux décédés au cours de la bataille de la crête de Vimy. En Angleterre, le 189e Bataillon est intégré au 69e Bataillon qui sert de réserve.
À la suite de la bataille de Flers-Courcelette, plusieurs membres du 69e Bataillon sont envoyés comme renfort au 22e Bataillon qui est la seule unité canadienne française au front et qui deviendra plus tard le Royal 22e Régiment. D'ailleurs, le caporal Joseph Keable et le lieutenant Jean Brillant qui se distinguent brillamment et qui sont tous deux décorés de la croix de Victoria, la plus haut distinction du Commonwealth, sont issus du 189e Bataillon et sont natifs du Bas-Saint-Laurent,,.

### L'entre-deux-guerres (1918-1939)
En 1920, le 189e Bataillon devient le 1er Bataillon du Régiment de Témiscouata et Rimouski, le second étant l'ancien 89e. Le 29 mars de la même année, le nom du régiment est francisé et devient Le Régiment Témiscouata et Rimouski. Par la suite, le 1er octobre 1920, l’Ordre général 206 renomme le régiment en Les Fusiliers du St-Laurent,,.
Le régiment est aussi réorganisé comme suit, :
- Quartier-général à Rimouski
- Compagnie A à Rivière-du-Loup
- Compagnie B à Mont-Joli
- Compagnie C à New Carlisle
- Compagnie D à Gaspé.

Le 1er mai 1922, l’Ordre général 79 enlève l’article du nom du régiment qui devient alors simplement Fusiliers du St-Laurent,.

### Seconde Guerre mondiale
Le 1er septembre 1939, l’armée allemande envahit la Pologne. Le 7 septembre, la Chambre des communes du Canada entre officiellement en guerre. Un décret de la loi des mesures de guerre ordonne la mise sur pied immédiate de l’armée active, des unités et des éléments de la milice active non-permanente. En vertu de cette loi des mesures de guerre, les Fusiliers du St-Laurent sont appelés en service actif et reçoivent les tâches de défendre le pays, d'instruire des recrues et de fournir des soldats pour combler les effectifs militaires sur les champs de bataille européens. Il est officiellement appelé en service actif le 1er septembre 1940. Tout comme lors de la Première Guerre mondiale, des militaires des Fusiliers du St-Laurent intégrés à d'autres unités se distinguent au combat dont le capitaine Paul Triquet qui est décoré de la croix de Victoria. Bien qu'il ait fait carrière avec le Royal 22e Régiment, il est issu des Fusiliers du St-Laurent et est natif de Cabano au Bas-Saint-Laurent.
Le 3 janvier 1942, l'unité est renommé en 2nd (Reserve) Battalion, Fusiliers du St-Laurent, littéralement le « 2e (Réserve) Bataillon, Fusiliers du St-Laurent ». Elle réadopte le nom de Fusiliers du St-Laurent le 1er juin 1945.

### L'après-guerre et la réorganisation du régiment (1946-1969)
Le 1er septembre 1954, le régiment est fusionné avec Le Régiment de Montmagny et est intégré au Royal 22e Régiment en devenant son cinquième bataillon, mais il conserve son insigne régimentaire et ses couleurs,,. Il est ainsi renommé Les Fusiliers du St-Laurent (5th Battalion, Royal 22e Régiment), littéralement « Les Fusiliers du St-Laurent (5e Bataillon, Royal 22e Régiment) ». Le 9 novembre 1963, le nom du régiment est francisé en Les Fusiliers du St-Laurent (5e Bataillon, Royal 22e Régiment),.
En 1964, le ministère de la Défense nationale (MDN) effectue une nouvelle réorganisation en intégrant la Milice à l’armée régulière. Dans le cadre de cette réogarnisation, les compagnies de Gaspé et de New Richmond sont intégrées aux Fusiliers du St-Laurent. Le régiment redevient indépendant du Royal 22e Régiment, le 1er avril 1968, et adopte son nom actuel,.
En 1969, le MDN effectue une réduction des effectifs militaires canadiens qui a pour conséquence de réduire le régiment à seulement trois compagnies : la compagnie A à Rivière-du-Loup, la compagnie B à Rimouski qui comprend également le quartier général et la compagnie C à Matane.

### Histoire récente (depuis 1970)
En 1972, le régiment reçoit ses drapeaux royal et régimentaire en tant que Les Fusiliers du St-Laurent ; les précédents avaient été reçus en 1911 en tant que le 89e Régiment Témiscouata and Rimouski,.
Les Fusiliers du St-Laurent sont appelés de temps à autre à aider les autorités civiles dans le cadre d'opérations domestiques. En 1990, lors de la crise d'Oka, Les Fusiliers du St-Laurent fournissent une quarantaine de militaires afin de servir de renfort aux unités régulières. En janvier 1998, 69 membres des Fus du St-L sont déployés dans la région de la Montérégie dans le cadre de l’opération Récupération afin d’assister le pouvoir civil lors de la tempête de verglas.
De plus, des membres des Fusiliers du St-Laurent rejoignent parfois des unités régulières pour participer à des opérations outremers. En fait, depuis 1992, 150 membres des Fus du St-L ont pris part à des missions à l'étranger sous l'égide de l'Organisation des Nations unies (ONU) ou de l'Organisation du traité de l'Atlantique nord (OTAN).

## Honneurs de bataille
- Défense du Canada 1812-1815 [12]
- Châteauguay [13]
- Arras, 1917 [14]
- Afghanistan [15]

## Traditions

### Musique
La marche régimentaire est Rêves canadiens.

### Postes honoraires
Madame Stéphanie Poitras est la lieutenant-colonel honoraire du régiment depuis 2021. Le Colonel honoraire est M. Gilles d'Amours est le lieutenant-colonel honoraire du régiment depuis 2021.

### Insigne
L'insigne des Fusiliers du St-Laurent est composée d'une grenade dorée surmontée de 15 flammes d'or. Chacune de ces flammes représente les 15 endroits où le régiment a été stationné, c'est-à-dire Fraserville (Rivière-du-Loup), Trois-Pistoles, Cacouna, Saint-Arsène, Rimouski, Matane, Anse-au-Sable, Le Bic, Saint-Anaclet-de-Lessard, L'Isle-Verte, Mont-Joli, New Carlisle, Gaspé, New Richmond et Montmagny. Un libellé marqué d'or sur du lapis inscrit le nom de l'unité et marqué à sa base un feuille d'érable. Au centre, une tour, en reconnaissance des services rendus, surtout lors de la Deuxième Guerre mondiale.

### Droits de cité

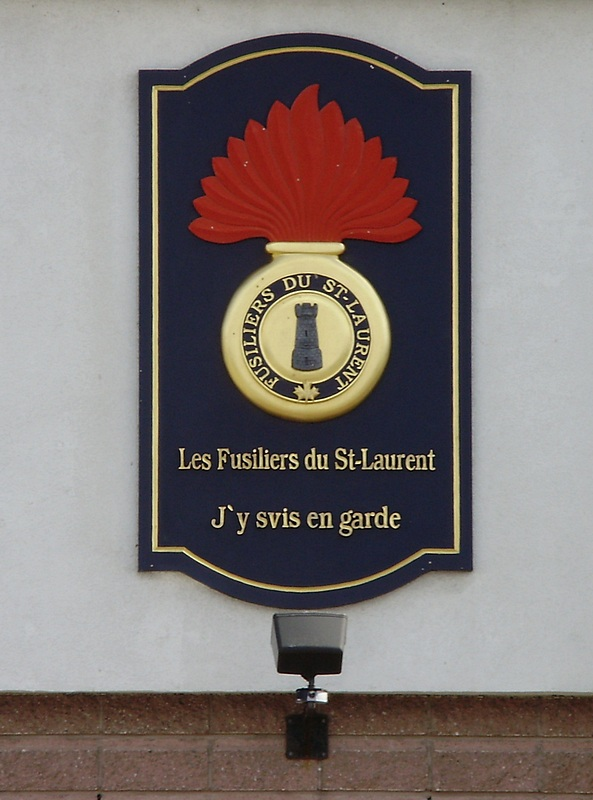
Insigne des Fusiliers du St-Laurent sur l'édifice de la deuxième Rue ouest à Rimouski, Qc, Canada.

Les Fusiliers du St-Laurent ont reçu le droit de cité à :
- Rimouski (2 juin 1984)
- Matane (12 mai 1985)
- Rivière-du-Loup (19 mai 1991)
- Sayabec (28 octobre 2000)
- Mont-Joli (22 août 2010)
- Chérisy (11 août 2019)
- Arras (12 août 2019)

### Couleurs
Les Fusiliers du St-Laurent ont deux drapeaux qui font partie de leurs couleurs : le drapeau royal et le drapeau régimentaire. L'unité a reçu ses premiers drapeaux en 1911 en tant que le 89e Régiment Témiscouata and Rimouski,. Elle a reçu ses drapeaux en tant que Les Fusiliers du St-Laurent en 1972. Le 10 mai 2010, en la cathédrale Saint-Germain de Rimouski, le régiment a reçu de nouveaux drapeaux. La cérémonie était cocélébrée par l'aumônier général des Forces armées canadiennes, le brigadier-général David C. Kettle, et l'archevêque de Rimouski, monseigneur Pierre-André Fournier.